# 김안중
김안중(金安重, 1944년 11월 28일 ~ 2009년 11월 1일)은 대한민국의 교육학자이다.
평안북도 초산 출신으로 서울대학교 교육학과를 졸업하고, 1984년에 'Philosophical problems with the concept of learning : an analysis'라는 논문으로 미국 플로리다 주립대학교에서 박사학위를 취득하였다.
1986년부터 서울대학교 교육학과 교수로 재직하기 시작하였으며, 서울대 학생처장과 교수윤리위원회장, 교육연구소장 등을 역임하였고, 2007년부터 2009년까지 교수협의회장을 역임하였다.
평소에 산을 좋아해 산악인 박영석 등과 함께 히말라야를 등정하였고, 2005년에는 오희준, 이현조와 K2 등반을 같이하기도 했다.
2009년 11월 1일에 폐암으로 사망하였다.

## 저서
- 《한국아동의 도덕성 발달에 관한 연구》 (1984년)